# Гелнхаузен
Гелнхаузен (њем. Gelnhausen) општина је у њемачкој савезној држави Хесен. Једно је од 28 општинских средишта округа Мајн-Кинциг. Према процјени из 2010. у општини је живјело 21.511 становника. Посједује регионалну шифру (AGS) 6435010.

## Географски и демографски подаци
Гелнхаузен се налази у савезној држави Хесен у округу Мајн-Кинциг. Општина се налази на надморској висини од 125–312 метара. Површина општине износи 45,2 km². У самом мјесту је, према процјени из 2010. године, живјело 21.511 становника. Просјечна густина становништва износи 476 становника/km².

## Међународна сарадња
| Мјесто  | Држава    | Врста сарадње | Од    |
| ------- | --------- | ------------- | ----- |
|         | Француска | партнерство   | 1962. |
| Марлинг | Италија   | партнерство   | 1977. |
| Извор   |           |               |       |